# Peliqueiro
 (octobre 2024).
La mise en forme du texte ne suit pas les recommandations de Wikipédia : il faut le « wikifier ».
Les points d'amélioration suivants sont les cas les plus fréquents. Le détail des points à revoir est peut-être précisé sur la page de discussion.
- Les titres sont pré-formatés par le logiciel. Ils ne sont ni en capitales, ni en gras.
- Le texte ne doit pas être écrit en capitales (les noms de famille non plus), ni en gras, ni en italique, ni en « petit »…
- Le gras n'est utilisé que pour surligner le titre de l'article dans l'introduction, une seule fois.
- L'italique est rarement utilisé : mots en langue étrangère, titres d'œuvres, noms de bateaux, etc.
- Les citations ne sont pas en italique mais en corps de texte normal. Elles sont entourées par des guillemets français : « et ».
- Les listes à puces sont à éviter, des paragraphes rédigés étant largement préférés. Les tableaux sont à réserver à la présentation de données structurées (résultats, etc.).
- Les appels de note de bas de page (petits chiffres en exposant, introduits par l'outil «  Source ») sont à placer entre la fin de phrase et le point final[comme ça].
- Les liens internes (vers d'autres articles de Wikipédia) sont à choisir avec parcimonie. Créez des liens vers des articles approfondissant le sujet. Les termes génériques sans rapport avec le sujet sont à éviter, ainsi que les répétitions de liens vers un même terme.
- Les liens externes sont à placer uniquement dans une section « Liens externes », à la fin de l'article. Ces liens sont à choisir avec parcimonie suivant les règles définies. Si un lien sert de source à l'article, son insertion dans le texte est à faire par les notes de bas de page.
- La présentation des références doit suivre les conventions bibliographiques. Il est recommandé d'utiliser les modèles {{Ouvrage}}, {{Chapitre}}, {{Article}}, {{Lien web}} et/ou {{Bibliographie}}. Le mode d'édition visuel peut mettre en forme automatiquement les références.
- Insérer une infobox (cadre d'informations à droite) n'est pas obligatoire pour parachever la mise en page.

Pour une aide détaillée, merci de consulter Aide:Wikification.
Si vous pensez que ces points ont été résolus, vous pouvez retirer ce bandeau et améliorer la mise en forme d'un autre article.
 (octobre 2024).

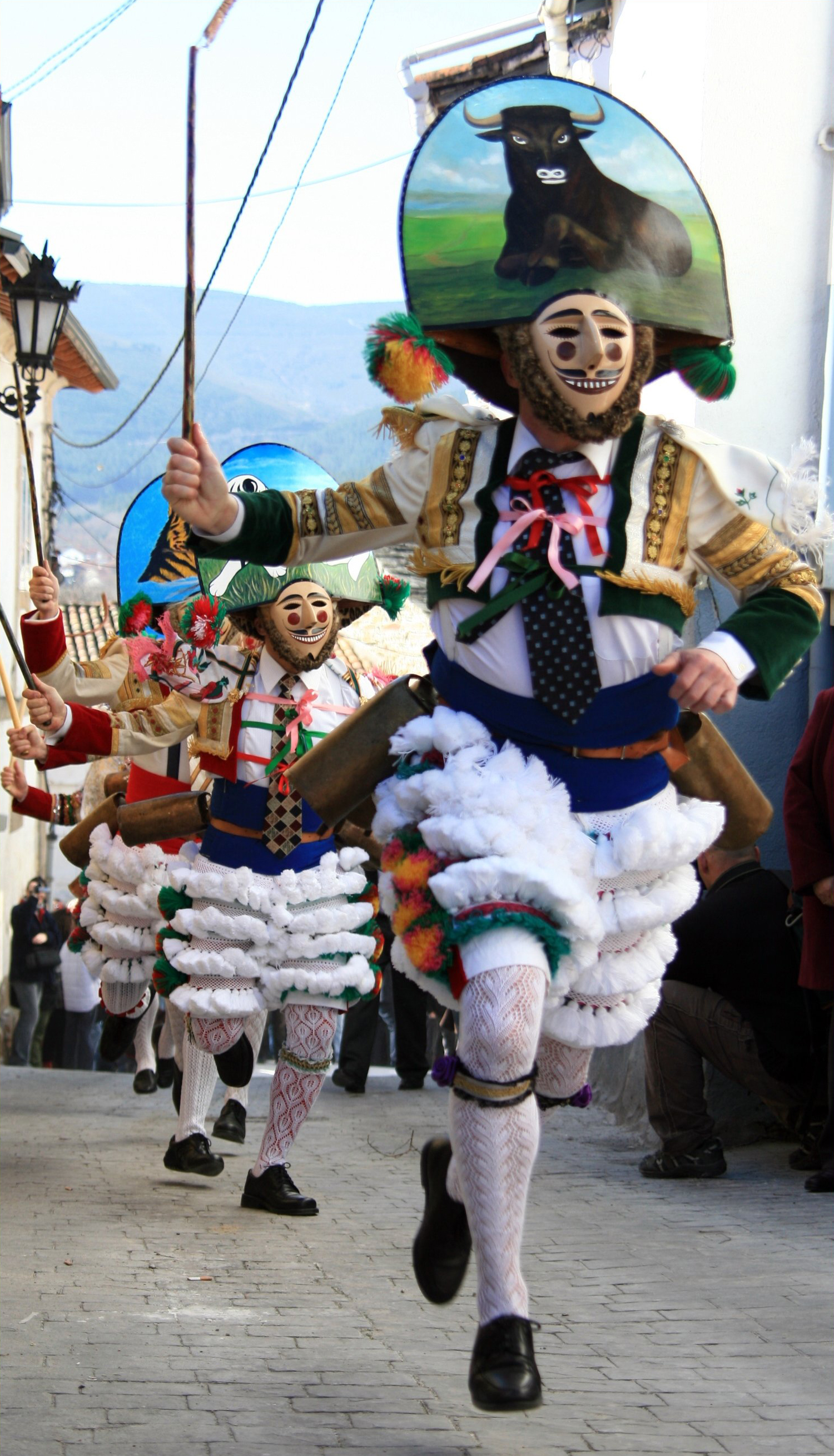
Peliqueiros De Laza.

Le costume caractéristique du carnaval de Laza, dans la province d'Ourense, est appelé peliqueiro ou piliqueiro en espagnol ; il est similaire au cigarrón du Carnaval de Verín
En 1912, environ 10 peliqueiros sont arrivés à Laza depuis la paroisse de Castro de Laza, alors qu’il n’y en avait que quatre ou cinq à Laza. A cette époque, les costumes étaient loués à l’heure et le prix dépendait du moment où ils ont été pris, coûtant le plus cher le dimanche matin, au départ de la messe. Les coûts pouvaient aller de cinq reales ou demi-journée de travail dans les années 1910, à 50 pesetas, équivalent à plusieurs jours de travail, dans les années 1950 dans la paroisse de Castro. Actuellement, les costumes sont fabriqués sur mesure et on compte environ 100 costumes seulement à Laza et 20 ou 30 à Castro.

## Description du masque et du costume

### Masque
Le masque est formé par un masque de bois, peint avec des couleurs voyantes, se prolongeant dans une espèce de mitre de métal avec un motif animal (lion, loup, bœuf ) sur fond lisse. Comme le montrent les photos et dessins de Celso Otero Domínguez qui ont été conservés dans les années 1930, on utilisait des dessins modernistes, avec des couleurs vives et des créations figuratives centrales comme des animaux (chevaux, taureaux, chiens, cerfs, coqs, oiseaux exotiques), des astres (Soleil, Lune, étoiles), des humains (toreros, cavaliers, joueurs de cornemuse et beaucoup de visages de femmes) ou même des bateaux à vapeur avec le drapeau républicain. Les figures centrales étaient entourées de bords, motifs végétaux et géométriques. Derrière, couvrant la tête, se trouve une peau, anciennement de chien, de chat sauvage, de renard ou de loup, actuellement des peaux de gazelle ou peau synthétique. De cette peau, appelée pelica en galicien, vient le nom de peliqueiro que l'on lui donne à Laza.

### Costume
Le costume est composé d’une chemise blanche, d'une cravate et d'un gilet court d'où pendent des franges dorées qui sont attachées avec des liens de trois couleurs. Sur les épaules, un tissu est accroché à la veste. Une grande ceinture rouge enroulée autour de la taille maintient le pantalon, peut-être la partie la plus difficile du costume. Au-dessus de la ceinture va la ceinture d'où pendent les clochettes. Les jambes du peliqueiro sont couvertes avec des plumes blanches et des jarretières. Chaussures noires et un fouet à la main, connu dans la région comme zamarra, qui l’utilisent pour donner des coups de fouet complètent le costume de ce personnage typique du carnaval de Laza.

## Origines
Le carnaval de Laza fait partie des dix plus anciens carnavals au monde. Il existe diverses théories quant aux originex du carnaval de cette localité d'Ourense :
1. Quelques ethnographes le lient avec le masque appelé « Morena », autre élément du Carnaval lazano et consistant en une tête de vache faite de bois, simulant un bovin, qui attaque les femmes. Celle-ci à son tour pourrait être lié avec le masque que l'on sortait à Rome lors des calendes de mars. San Paciano a écrit à propos de cela au IVe siècle dans le livre Cervus ou Kerbos. Il a aussi été critiqué par Saint Eloi dans un sermon du VIIe siècle . Il dit Xesús Taboada dit que cela est peut-être lié avec des peintures prehistoriques supposément cérémonielles teriolatriques : masques hybrides, comme le sorcier de la grotte des Trois-Frères.
2. D'autres auteurs fixent l'origine du Carnaval de laza aux saturnales qui se célèbraient durant l'ancienne Rome, lors desquelles les messieurs s'habillaient avec le vêtement des esclaves et ceux-ci, a contrario, s'amusaient de liberté. Aussi, ils peuvent être liés avec le dieu grec Dionysos, dieu des plaisirs, qu'avec l'arrivée du christianisme a perdu sa condition symbolique et magique.
3. D'autres auteurs encore lui trouvent une relation avec les celtes dû, entre autres, aux anciens dessins des masques des peliqueiros liés au Soleil, à la Lune et aux étoiles. On en voit encore aujourd’hui certaines avec ces caractéristiques. En effet, avant le logo de la mairie de Laza était un masque de peliqueiro avec les dessins du Soleil, de la Lune et des étoiles. C'est pourquoi, selon quelques auteurs, cette symbolique pourrait être antérieure aux romains, en lui trouvant une origine celte, car les castreños adoraient les forces de la nature, ou peut-être plus tôt, même si plus tard il a été romanisé. Ceci dévoile un certain sens donc selon Paúl Yacostal, dans son oeuvre Early Celtic art abordant le sujet du style de Cheshire aussi bien qu'une des phases de l'art celte. Le masque du peliqueiro possède aussi le sourire moqueur, semblable à celui du chat de Cheshire, personnage d'Alice au pays des merveilles.
4. Selon d’autres auteurs, l’origine du carnaval se trouve dans les lupercales romaines qui étaient célébrées 14 jours avant les calendes de mars. Au fil des siècles, elles se sont transformées en une très grande célébration orgiastique célébrée le 15 février, à laquelle participait tout le peuple. La fête commençait quand les garçons descendaient du Capitole en courant et en frappant les gens avec une bande de cuir. Les similitudes entre les jeunes romains et les peliqueiros lazanos sont claires, surtout compte tenu de la forte romanisation qu'a subi Gallaecia. Les peliqueiros conservent la pelica (« peau ») qui était autrefois de chat et est maintenant synthétique pour couvrir leur tête. Ses masques sont peints aux animaux totémiques qui correspondent à ceux sacrifiés lors des fêtes des lupercales : les canidés (loup, renard ou chien) et les capridés (chèvre, agneau ou bélier).

Cependant, Xosé Ramón Marino Ferro, professeur d’anthropologie sociale à l’Université de Santiago, écarte la prétendue origine païenne du carnaval, considérant que cette fête a ses racines dans le christianisme et qu’il s’agit d’une création purement médiévale. Il affirme que les religieux identifient la carnalité et la sexualité avec le monde païen, mais en réalité c’est de création médiévale, car tous les costumes ont clairement une signification dans la culture médiévale.
1. Il existe aussi une autre opinion, très répandue, que la figure principale du Carnaval de Laza, le peliqueiro, est née avec les collecteurs de contributions du comté de Monterey (XVe siècle). Cette théorie n’a aucun fondement et ainsi l’assure Rafael Somoza dans son livre Le carnaval de Laza, « Comment expliquerait-on que le carnaval serait né avec le comté de Monterrey avec la quantité de coïncidences dans les vêtements, qui seraient une répétition, rien moins, que celle employée non plus par les Grecs et les Romains mais par les Celtes, il y a plus de vingt siècles ? ».

Luis Cougil, s’oppose également à cette théorie, en affirmant que le fouet pour fustiger rituellement, la représentation d’animaux totémiques dans le masque et le revêtement de peau, ont une origine assez antérieure à l’époque médiévale, et ce personnage est étroitement lié aux autres éléments qui composent le carnaval de Laza, en tant que ses origines possibles.
Avec tout cela, il faut penser que l’origine du carnaval se perd dans la nuit des temps, constituant une fête où les rites et manifestations d’origine archaïque sont mélangés à l’époque romaine avec d’autres de type social qui vivent jusqu’au Moyen Âge, au cours de laquelle un sens chrétien leur est déductible et ils deviennent ainsi partie du cycle liturgique chrétien, comme « carnassières » ou le renoncement à la chair avant le début du carême.